# Akor Adams
Akor Jerome Adams (Benue, 29 gennaio 2000) è un calciatore nigeriano, attaccante del Siviglia.

## Carriera

### Club
Proveniente dalla Jamba Football Academy, il 16 agosto 2018 è passato ai norvegesi del Sogndal con la formula del prestito, valido fino al 31 luglio 2019. Ha scelto di vestire la maglia numero 28. Il 28 agosto successivo ha esordito in 1. divisjon, subentrando a Tomas Totland nella sconfitta casalinga per 3-4 subita contro il Mjøndalen. Il 21 ottobre 2018 ha realizzato il primo gol, nel successo per 1-2 sul campo dell'Åsane.
A maggio 2019, è stato reso noto che il riscatto del calciatore da parte del Sogndal, che se lo è aggiudicato quindi a titolo definitivo: Adams ha firmato un contratto valido fino al 31 dicembre 2021.
A luglio 2020 ha subito un infortunio alla schiena che lo avrebbe tenuto lontano dai campi da gioco per almeno tre mesi.
Il 2 dicembre 2021 è stato ufficializzato il passaggio di Adams al Lillestrøm, a partire dal 1º gennaio 2022: ha firmato un contratto triennale col nuovo club.
Il 7 agosto 2023 è stato tesserato dai francesi del Montpellier. Il 13 agosto ha quindi debuttato in Ligue 1, siglando una doppietta nel pareggio interno per 2-2 arrivato contro il Le Havre.

### Nazionale
Con la nazionale Under-20 nigeriana ha preso parte al campionato mondiale 2019.

## Statistiche

### Presenze e reti nei club
Statistiche aggiornate al 27 gennaio 2025.
| Stagione           | Squadra            | Campionato         | Campionato | Campionato | Coppe nazionali | Coppe nazionali | Coppe nazionali | Coppe continentali | Coppe continentali | Coppe continentali | Altre coppe | Altre coppe | Altre coppe | Totale | Totale | Totale |
| Stagione           | Squadra            | Comp               | Pres       | Reti       | Comp            | Pres            | Reti            | Comp               | Pres               | Reti               | Comp        | Pres        | Reti        | Pres   | Reti   |        |
| ------------------ | ------------------ | ------------------ | ---------- | ---------- | --------------- | --------------- | --------------- | ------------------ | ------------------ | ------------------ | ----------- | ----------- | ----------- | ------ | ------ | ------ |
| ago.-dic. 2018     | Sogndal            | 1D                 | 11+1       | 1+0        | CN              | -               | -               | -                  | -                  | -                  | -           | -           | -           | 12     | 1      |        |
| 2019               | Sogndal            | 1D                 | 12+1       | 3+0        | CN              | 0               | 0               | -                  | -                  | -                  | -           | -           | -           | 13     | 3      |        |
| 2020               | Sogndal            | 1D                 | 2+2        | 0+2        | -               | -               | -               | -                  | -                  | -                  | -           | -           | -           | 4      | 2      |        |
| 2021               | Sogndal            | 1D                 | 26+1       | 10+0       | CN              | 1               | 0               | -                  | -                  | -                  | -           | -           | -           | 28     | 10     |        |
| Totale Sogndal     | Totale Sogndal     | Totale Sogndal     | 51+5       | 14+2       |                 | 1               | 0               |                    | -                  | -                  |             | -           | -           | 57     | 16     |        |
| 2022               | Lillestrøm         | ES                 | 23         | 8          | CN              | 7               | 2               | UECL               | 1                  | 0                  | -           | -           | -           | 31     | 10     |        |
| gen.-ago. 2023     | Lillestrøm         | ES                 | 15         | 15         | CN              | 2               | 2               | -                  | -                  | -                  | -           | -           | -           | 17     | 17     |        |
| Totale Lillestrøm  | Totale Lillestrøm  | Totale Lillestrøm  | 38         | 23         |                 | 9               | 4               |                    | 1                  | 0                  |             | -           | -           | 48     | 27     |        |
| 2023-2024          | Montpellier        | L1                 | 32         | 8          | CF              | 1               | 2               | -                  | -                  | -                  | -           | -           | -           | 33     | 10     |        |
| 2024-gen. 2025     | Montpellier        | L1                 | 15         | 3          | CF              | 1               | 0               | -                  | -                  | -                  | -           | -           | -           | 16     | 3      |        |
| Totale Montpellier | Totale Montpellier | Totale Montpellier | 47         | 11         |                 | 2               | 2               |                    | -                  | -                  |             | -           | -           | 49     | 13     |        |
| gen.-giu. 2025     | Siviglia           | PD                 | -          | -          | CR              | -               | -               | -                  | -                  | -                  | -           | -           | -           | -      | -      |        |
| Totale carriera    | Totale carriera    | Totale carriera    | 141        | 50         |                 | 12              | 6               |                    | 1                  | 0                  |             | -           | -           | 154    | 54     |        |

## Palmarès

### Club

#### Competizioni giovanili
- Norgesmesterskapet G19: 1

Sogndal: 2018